# Bernadette Perrin-Riou
Bernadette Perrin-Riou est une mathématicienne française née le 1er août 1955, à Les Vans en Ardèche. Elle s'intéresse principalement à la théorie des nombres et à la géométrie algébrique.

## Formation
Bernadette Perrin-Riou est la fille d'un chimiste et d'une physicienne et a grandi à Neuilly-sur-Seine. Elle est admise à l'École normale supérieure en 1974 et obtient son diplôme d'études approfondies (DEA) en 1977.
Elle obtient un doctorat de 3e cycle à l'université Paris-Sud en 1979, sous la direction de Georges Poitou, avec une thèse intitulée Plongement d'une extension diédrale dans une extension diédrale ou quaternionnienne. Elle soutient ensuite en 1983, sous la direction de John Coates, une thèse de doctorat d'État, intitulée Arithmétique des courbes elliptiques et théorie d'Iwasawa.

## Carrière
Elle est nommée assistante à l'université Pierre-et-Marie-Curie dès sa sortie de l'École normale supérieure, en 1978, puis professeur en 1987. En 1994, elle est mutée à l'université Paris-Sud à Orsay. Elle est nommée professeur émérite en 2014.
Elle a également été invitée à l'université Harvard en 1983-1984 et détachée comme directrice de recherche au CNRS pendant l'année 1991-1992.

## Travaux
Bernadette Perrin-Riou a effectué ses recherches sur la théorie des nombres, en se concentrant sur les fonctions p-adiques.
À partir de 2004, elle s'investit aussi dans l'utilisation et le développement d'exercices de la plateforme d'apprentissage en ligne WIMS,.
Un double numéro spécial des Annales mathématiques du Québec a été consacré à ses travaux de théorie des nombres en 2022 et un colloque en son honneur a eu lieu à Paris en janvier 2023.

## Prix et distinctions
Elle est conférencière invitée lors du Congrès international des mathématiciens à Zurich en 1994, où son exposé concerne les fonctions L p-adiques,.
En 1998, elle est lauréate du prix Charles-Louis de Saulses de Freycinet décerné par l'Académie des sciences. Elle reçoit le prix Ruth-Lyttle-Satter en 1999.

## Publications
- Plongement d'une extension diédrale dans une extension diédrale ou quaternionienne (1979).
- Plongement d'extensions diédrales (1979).
- Groupe de Selmer d'une courbe elliptique à multiplication complexe (1981).
- Descente infinie et hauteur p-adique sur les courbes elliptiques à multiplication complexe (1982)[13].